# Евфимий (Дубинов)
Епископ Евфимий (в миру Евгений Евгеньевич Дубинов; 20 августа 1959, село Шатки, Нижегородская область) — епископ Русской православной старообрядческой церкви, епископ Казанско-Вятский.

## Биография
Родился 20 августа 1959 года. Его отец был учёным-физиком, а мать — медицинской сестрой. По собственному признанию: «Мама из старообрядческой деревни, а отец из новообрядческой. В Нижегородской области старообрядческие и новообрядческие поселения чередуются. Во времена Николая I целенаправленно основывали новообрядческие села в местностях, густозаселённых старообрядцами… Слова старообрядцы, староверы, раскольники слышал с детства».
Окончил среднюю школу № 5 и художественную школу в Арзамасе-16. После окончания школы проходил срочную воинскую службу.
В 1989 году окончил Московский Инженерно-физический институт, после чего работал во Всероссийском научно-исследовательском институте экспериментальной физики в Арзамасе-16.
В 2000 году в Арзамасе крещён священником Русской православной старообрядческой церкви иереем Алексеем Думновым, после чего стал прихожанином старообрядческого Никольского храма города Арзамаса. Со временем стал клирошанином. В феврале 2004 года новоизбранный предстоятель РПСЦ митрополит Московский и всея Руси Андриан (Четвергов) благословил его готовиться к принятию священного сана.
4 июля 2004 года, дав обет безбрачия, митрополитом Московским и всея Руси Андрианом (Четверговым) в Покровском кафедральном соборе рукоположён в сан диакона, после чего начал диаконское сужение в клире данного собора. Затем в течение года служил диаконом в Никольском храме Арзамаса.
На Освященном соборе 2004 года был избран секретарём Освящённых соборов и Советов митрополии РПСЦ.
12 июля 2005 года участвовал во встрече митрополита Андриана (Четвергова) с иерархом Русской православной церкви епископом Пермским и Соликамским Иринархом (Грезиным).
В августе 2005 года диакон Евгений Дубинов был переведён в Свято-Покровский кафедральный собор города Москвы. На протяжении двух лет являлся секретарём Московской митрополии Русской Православной Старообрядческой Церкви.
Постановлением Совета Митрополии РПСЦ от 28 февраля — 1 марта 2006 года включён в состав литургической комиссии и комиссии по чиноприёму от инославных конфессий.
16 июня 2006 года на епархиальном совещании духовенства и мирян Нижегородско-Владимирской епархии рассматривался потенциальным кандидатом в епископы на Нижегородско-Владимирскую кафедру.
9 сентября 2006 года митрополитом Московским и всея Руси Корнилием (Титовым) был рукоположён в сан в иерея к Покровскому кафедральному собору.
На Освященном Соборе Русской Православной Старообрядческой Церкви, проходившем в 2006 году в Белой Кринице утверждён в качестве кандидата на архиерейское рукоположение для Нижегородско-Владимирской епархии.
30 ноября 2006 году в приделе кафедрального собора во имя Покрова Божией Матери на Рогожском священноиноком Евагрием (Подмазовым) пострижен в иночество с наречением имени Евфимий.
В 2007 году направлен на служение в Лысково. Вместе с прихожанами вёл строительство нового каменного храма.
Решением Освященного Собора от 15-17 октября 2008 года утверждён в качестве кандидата в епископы на Казанско-Вятскую епархию, при этом дата хиротонии была оставлена на усмотрение митрополита Корнилия после решения вопроса с окормлением общины в города Лысково.
На заседании Совета Митрополии Русской Православной Старообрядческой Церкви, проходившем 4-5 августа 2011 года, священноинок Евфимий был избран епископом Казанско-Вятским.
7 августа 2011 года в Покровском кафедральном соборе в Москве хиротонисан во епископа Казанско-Вятского. Чин хиротонии совершили: старообрядческий митрополит Московский и всея Руси Корнилий (Титов), епископ Кишинёвский и всея Молдавии Евмений (Михеев), епископ Иркутский и всего Дальнего Востока Патермуфий (Артемихин), епископ Донской и Кавказский Зосима (Еремеев).
Несмотря на избрание епископом продолжил попечение о строительстве храма в городе Лысково. Весной 2013 года строительство высокого краснокирпичного храма было завершено. 7 августа того же он был освящён во имя Всемилостиваго Спаса митрополитом Корнилием, которому сослужили епископ Казанско-Вятский Евфимий и многочисленное духовенство.
Принимал участие в работе II Форума православной общественности Республики Татарстан, проходившего в Казани 26 ноября 2015 года.
Поддерживает личные контакты с руководителями регионов, территории которых входят в Казанско-Вятскую епархию Русской православной старообрядческой церкви. Епископ Евфимий неоднократно встречался с Президентом Республики Татарстан Р. Н. Миннихановым, в том числе, во время посещения его митрополитом Московским и всея Руси Корнилием (К. И. Титовым). 10 февраля 2016 года епископ Евфимий встретился в Ижевске с Главой Удмуртии А. В. Соловьёвым.
11 мая 2017 года встретился с главой Татарстанской митрополии Русской Православной Церкви митрополитом Феофаном (Ашурковым). Оба архипастыря обсудили вопросы состояния современного общества, высказались против терроризма и угроз, которые разрушают мир и разлагают основы семьи и брака.
16 октября 2018 года решением Освященного собора РПСЦ назначен временным управляющим Уральской епархии, но 20 октября 2021 года освобождён от этого послушания по состоянию здоровья.